# Fernando Álvarez de Toledo y Figueroa
Fernando Álvarez de Toledo y Figueroa fue un miembro de la nobleza de España, III conde de Oropesa y señor de Jarandilla y Cabañas.
Fue hijo de Francisco Álvarez de Toledo y Pacheco, II conde de Oropesa y de María de Figueroa y Toledo, primogénita de Gómez Suárez de Figueroa, II conde de Feria y de María Álvarez de Toledo, hija de los primeros duques de Alba de Tormes. Su hermano, Francisco Álvarez de Toledo, fue el quinto Virrey del Perú.
Fernando, en su Castillo de Oropesa, desde el 11 de noviembre de 1556 hasta el 3 de febrero de 1557, hospedó al otrora emperador Carlos I de España, luego de su abdicación, quien esperó en la propiedad del conde de Oropesa la finalización de la construcción de la casa palacio que mandó construir junto al Monasterio de Yuste, donde falleció en 1558. En agradecimiento el emperador obsequió al duque un busto con su perfil.
Casó con Beatriz de Monroy y Ayala, II condesa de Deleitosa, hija de Francisco de Monroy, I conde de Deleitosa y de su mujer Sancha de Ayala, señora de Cebolla.
Fue sucedido por su hijo Juan Álvarez de Toledo y de Monroy, IV conde de Oropesa.